# Color bars
『color bars』（カラー・バー）は、2012年1月18日にEMIミュージック・ジャパンより発売された日本のバンド・東京事変の初のミニアルバム(通算6枚目)。
初回生産分のみカラーバー紙ジャケット仕様、東京事変メンバー・フォトカード封入、「東京事変 Live Tour 2012 Domestique Bon Voyage」抽選予約案内封入。

## 概要
本作は2011年6月に発売された『大発見』より約半年ぶりとなるアルバム。また、第2期東京事変としては解散前最後のスタジオ・アルバムとなる。
本作にはメンバー全員がそれぞれ書き下ろした新曲を1曲ずつ持ち寄った5曲が収録されており、ドラムの刄田綴色の楽曲が初めて収録されている他、ベースの亀田誠治が初めて作詞をした楽曲が収録された。亀田以外は作者自らがボーカルを担当している（椎名林檎と浮雲の楽曲は椎名と浮雲のツインボーカル）。収録曲のタイトルは前作『大発見』同様全て全角7文字に揃えられている。
メンバー間では「最後だからって最後っぽい曲を持ち寄る感じは避けようね」という話があった。
亀田はこのアルバムを、自身が好きなフィギュアスケートのエキシビジョンに譬えている。
本作発売後の2012年1月20日には、テレビ朝日系列『ミュージックステーション』で、収録曲の「今夜はから騒ぎ」とデビュー曲である「群青日和」を披露し、東京事変としては最後の出演を果たした。

## 収録曲
1. 今夜はから騒ぎ（Beaucoup de Bruit pour Rien）
2012年1月1日より着うた・着うたフル、11日よりiTunes Storeで先行配信された。
この楽曲は2011年に開催された「東京事変 Live Tour 2011 Discovery」の最中に製作され、12月1日の東京公演より新曲として披露されたもの。ミュージック・ビデオも製作され、2013年2月発売のミュージック・ビデオ集『Golden Time』に収録された。
椎名は 他の4曲をより輝かせる曲を作るために、最後に仕上げた。
2. 怪ホラーダスト（Kai Horror Dust）
当初は椎名がボーカルを担当する予定だったが、仮歌を入れた際 椎名本人は ぼやっとして曲の方向が定まっていないと感じていた。だが伊澤が歌うと、椎名は曲が着地すべき地点に降り立ったように感じて、伊澤がボーカルを担当することになった。
伊澤は「事変のレコーディング史上、最もくだけた空気の歌入れだった」と話している。
3. タイムカプセル（Time Capsule）
仮タイトルは「P.C. (Parents - Children)」。亀田自身の父の死をきっかけに「自分が引き継いだ命を、子どもたちはどう繋いで行くのか」「今の自分は人生のどんな場所にいるのか」ということを考えて、この曲を書いた。
「怪ホラーダスト」と同じ日にレコーディングされた。椎名は別の楽曲の作業のため、刄田は腰を痛めていたため、早退していた。スタジオには亀田、伊澤、浮雲の3人しか居なかったこともあり、演奏はピアノ、ギター、ボーカルという極めてシンプルなものとなった。ライブ・ツアー「Bon Voyage」ではドラム、ベースも入ったアレンジとなっている。
「怪ホラーダスト」で伊澤がボーカルを任されたことを知った亀田は、椎名から「歌って！」と言われないために、椎名の歌入れのスケジュールに間に合わせようと頑張った。
4. ｓａ＿ｉ＿ｔａ[1]（Sa_i_ta）
椎名はこの曲に「ニュー・ニュー・ウェイヴ」という言葉を当てている。浮雲は、この曲を"バンド感"を消した仕上がりにすることを目指していた。
浮雲は「踊ってほしいな。クラブで流してほしい。」と話している。
5. ほんとのところ（Honto no Tokoro）
4作目のアルバム『スポーツ』制作時から存在しており、5作目のアルバム『大発見』に収録される予定だった楽曲。しかし、諸事情によりレコーディングが済んでいたにもかかわらず、収録見送りとなっていた。『大発見』発売時にスペースシャワーTVで放送された番組「東京事変スペシャル」では「レコーディング時期によくスタジオで流していたほど、いい曲」と、曲名は伏せてメンバー全員が絶賛する場面があった。その後、発売時のインタビュー[2]でも明かし、浮雲は「この曲がなかったらこのアルバムだって存在しなかったかもしれないじゃん」と話している。
刄田の周りで起きた死を集めて歌詞にしている。

詳細
| #         | タイトル           | 作詞・作曲 | ボーカル      | 時間  |
| --------- | ------------------ | ---------- | ------------- | ----- |
| 1.        | 「今夜はから騒ぎ」 | 椎名林檎   | 椎名林檎 浮雲 | 3:42  |
| 2.        | 「怪ホラーダスト」 | 伊澤一葉   | 伊澤一葉      | 3:40  |
| 3.        | 「タイムカプセル」 | 亀田誠治   | 椎名林檎      | 4:17  |
| 4.        | 「ｓａ＿ｉ＿ｔａ」 | 浮雲       | 椎名林檎 浮雲 | 5:29  |
| 5.        | 「ほんとのところ」 | 刄田綴色   | 刄田綴色      | 4:12  |
| 合計時間: | 合計時間:          | 合計時間:  | 合計時間:     | 21:20 |

## クレジット
| 東京事変 - vox & drums：椎名林檎 - key & vox：伊澤一葉 - guitar & vox：浮雲 - bass：亀田誠治 - drums & vox：刄田綴色 他のミュージシャン - Manipulator：中山信彦 | スタッフ - recording & mixing engineer：井上雨迩 - assistant engineer：板橋聖志 - mastering engineer：宮本茂男 - piano tuner：梶 智洋 - instruments technician：松村忠司、大関仁司、田中 誠 |